# Градовський Олександр Дмитрович
Олександр Дмитрович Градовський (рос. Александр Дмитриевич Градовский) (13 (25) грудня 1841 хутір Вовчий, Воронезька губернія — 6 (18) листопада 1889, Санкт-Петербург) — російський професор права і публіцист; дворянин роду Градовських. Закінчив Харківський університет. Викладав в Санкт-Петербурзькому університеті. Автор капітального дослідження «Начала русского государственного права». Під його керівництвом була написана перша конституція Болгарії, ухвалена на установчому засіданні Народних зборів Болгарії 6 квітня 1879 року.